# Samantha Arsenault

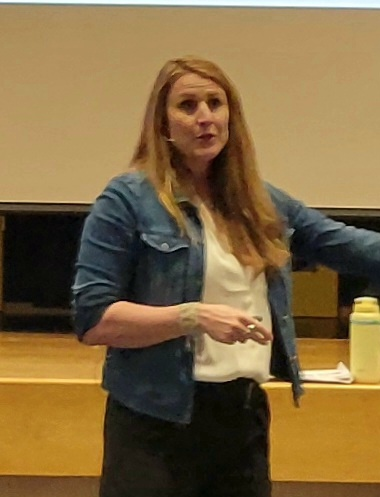
Samantha Arsenault, 2024

Samantha „Sam“ Jeanne Arsenault, nach Heirat Samantha Jeanne Livingstone (* 11. Oktober 1981 in Peabody, Massachusetts), ist eine ehemalige Schwimmerin aus den Vereinigten Staaten. Sie gewann eine Goldmedaille bei Olympischen Spielen.

## Karriere
Samantha Arsenault besuchte die University of Georgia.
1999 bei den Pan Pacific Swimming Championships in Sydney startete Arsenault über die drei kurzen Freistilstrecken. Sie erreichte über 50 Meter, 100 Meter und 200 Meter jeweils das Halbfinale.
Im Jahr darauf bei den olympischen Schwimmwettbewerben 2000 in Sydney erreichte die 4-mal-200-Meter-Freistilstaffel der Vereinigten Staaten mit Samantha Arsenault, Julia Stowers, Kim Black und Diana Munz das Finale mit der schnellsten Vorlaufzeit. Im Endlauf schwammen Samantha Arsenault, Diana Munz, Lindsay Benko und Jenny Thompson fast vier Sekunden schneller als die Vorlaufstaffel und gewann vor den Australierinnen und den Deutschen, die ebenfalls beide schneller als die US-Vorlaufstaffel waren. Auch die Schwimmerinnen, die nur im Staffelvorlauf eingesetzt wurden, erhielten bei der Siegerehrung eine Medaille.